# الفلسفة الشرقية في علم النفس السريري
الفلسفة الشرقية في علم النفس السريري تُشير إلى تأثير الفلسفات الشرقية على ممارسة علم النفس السريري.

## علماء النفس السريري التاريخيين
- قرأ كارل يونج الترجمات الألمانية التي كتبها ريتشارد فيلهلم لكتاب سر الزهرة الذهبية [الإنجليزية]، أي كتاب التغيرات.

- درست كارين هورني البوذية الزنية.[1]

- درس فريتز بيرلز أيضًا البوذية الزن.[2]

- تعاون إيريك فروم مع دي تي سوزوكي في ورشة عمل عام 1957 حول "البوذية الزن والتحليل النفسي"؛ وكتب مقدمة لمجموعة مختارات من مقالات نيانابونيكا ثيرا [الإنجليزية] عام 1986.
- يشرح أخيلاناندا [الإنجليزية] الصحة العقلية من خلال الفلسفة الشرقية.[3]

## الأطباء المعاصرون
- تدمج مارشا إم. لاينهان تقنيات اليقظة الذهنية (وخاصة ممارسات الزن) في العلاج السلوكي الجدلي (DBT) الذي وجد أنه فعال بشكل خاص مع اضطرابات الشخصية من النوع ب.[4]

- يدمج جون كابات زين [الإنجليزية] تقنيات اليقظة البوذية في برنامجه لتخفيف التوتر القائم على اليقظة (MBSR).[5] يصف كابات زين البرنامج في كتابه "العيش في ظل الكارثة الكاملة" [الإنجليزية].[6]

## التقنيات المستخدمة في البيئات السريرية
- فيباسانا - تدرب الشخص على إدراك النشوء والتلاشي اللحظي لجميع الظواهر، وتغذي الاعتراف الهادئ والمنفصل بعدم ثبات كل الأشياء وترابطها المتبادل.

## روابط خارجية
- علم النفس في الفلسفة اليونانية من 640 قبل الميلاد إلى 180 ميلاديًا
- التاريخ المبكر لعلم النفس من عام 354 ميلادي إلى عام 1927

علم الأعصاب والبوذية سارونيا براسوبتشينجتشانا ودانا سوجو، "تميز الهوية البوذية غير المرئية" ([1] المجلة الدولية للأيديولوجية الإنسانية، كلوج نابوكا، رومانيا، المجلد. 4، 2010)